# Sarah Conrad
Sarah Conrad (ur. 9 marca 1985) – kanadyjska snowboardzistka. Jej najlepszym wynikiem olimpijskim jest 15. miejsce w halfpipe’ie na igrzyskach w Turynie. Najlepszy wynik na mistrzostwach świata osiągnęła na mistrzostwach w Kangwŏn, gdzie zajęła 12. miejsce w halfpipe’ie. Najlepsze wyniki w Pucharze Świata osiągnęła w sezonie 2009/2010, kiedy to zajęła 15. miejsce w klasyfikacji generalnej, a w klasyfikacji halfpipe’a była szósta.

## Sukcesy

### Igrzyska olimpijskie
| Miejsce | Dzień     | Rok  | Miejscowość | Konkurencja | Zwycięzca    |
| ------- | --------- | ---- | ----------- | ----------- | ------------ |
| 15.     | 13 lutego | 2006 | Turyn       | Halfpipe    | Hannah Teter |
| 18.     | 18 lutego | 2010 | Vancouver   | Halfpipe    | Torah Bright |

### Mistrzostwa Świata
| Miejsce | Dzień       | Rok  | Miejscowość | Konkurencja | Zwycięzca     |
| ------- | ----------- | ---- | ----------- | ----------- | ------------- |
| 14.     | 20 stycznia | 2007 | Arosa       | Halfpipe    | Manuela Pesko |
| 12.     | 23 stycznia | 2009 | Kangwŏn     | Halfpipe    | Liu Jiayu     |

### Puchar Świata

#### Miejsca w klasyfikacji generalnej
- 2002/2003 - -
- 2003/2004 - -
- 2004/2005 - -
- 2005/2006 - 67.
- 2006/2007 - 39.
- 2007/2008 - 40.
- 2008/2009 - 42.
- 2009/2010 - 30.

#### Miejsca na podium
1. Stoneham – 9 marca 2008 (Halfpipe) - 2. miejsce
2. Valmalenco – 21 marca 2009 (Halfpipe) - 3. miejsce